# Paolo Romano
Paolo Romano (ca. 1445-ca .1470), también conocido como Paolo Tuccone y como Paolo di Mariano di Tuccio Taccone, fue un escultor italiano  del Renacimiento. 
Giorgio Vasari en su célebre obra Le vite de' più eccellenti pittori, scultori e architettori cuenta que Romano fue un hombre muy modesto, aunque la calidad de sus esculturas era muy superior a las de su contemporáneo Mino del Reame. Es autor del San Pablo en la entrada del puente Sant'Angelo de Roma e intervino, en Nápoles, en el arco de Alfonso el Magnánimo. Realizó también la iglesia de Santiago de los Españoles, en Roma, uno de los primeros templos renacentistas.
Hay obras de Romano en los Museos Vaticanos y en Sant'Andrea della Valle, en Roma.

## Referencias

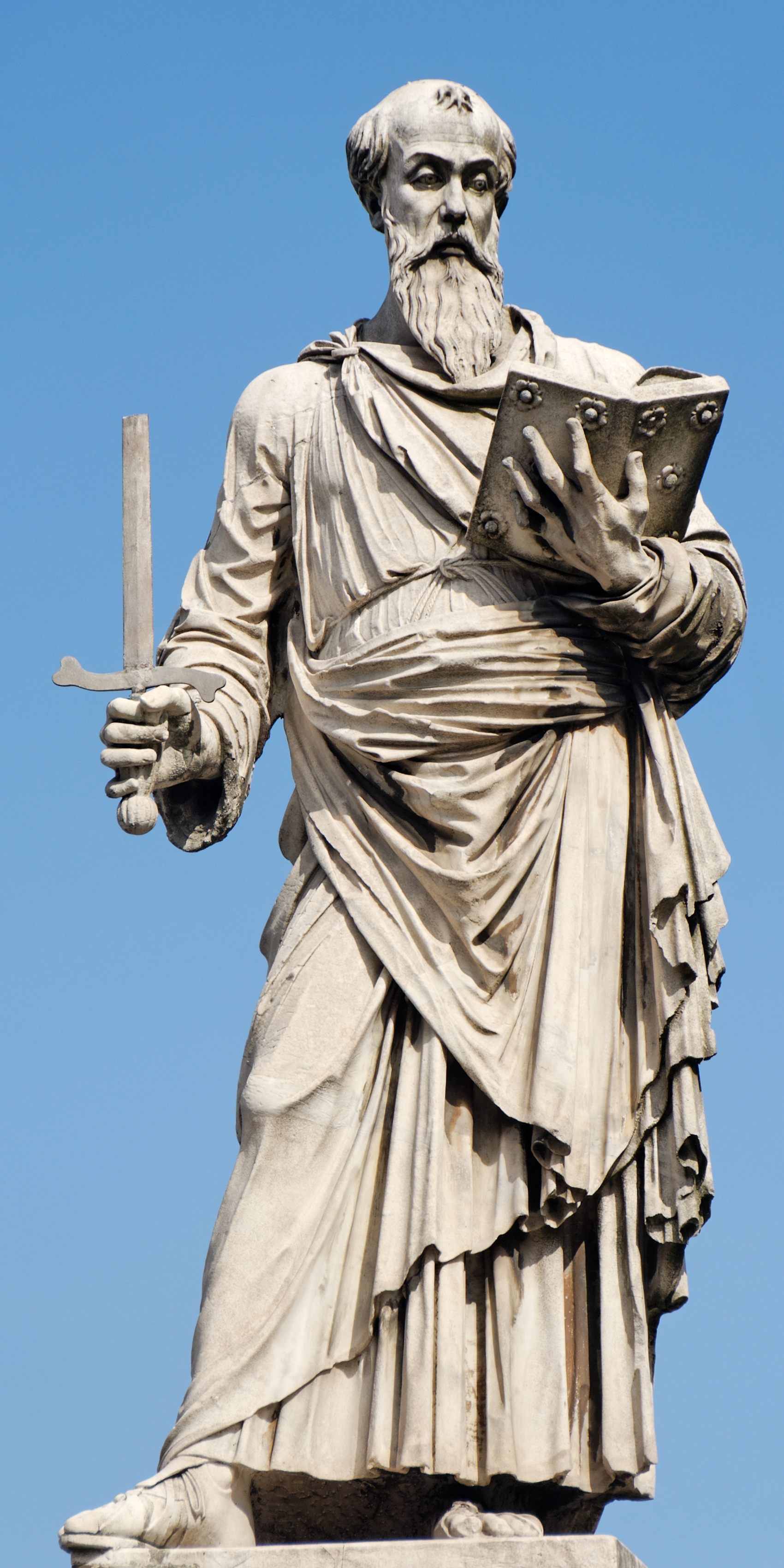
San Pablo en el Puente Sant'Angelo de Roma.